# セガネットワーク対戦麻雀MJ3
『セガネットワーク対戦麻雀MJ3』（セガネットワークたいせんマージャン エムジェイスリー、以下MJ3）は、株式会社セガ（後の株式会社セガ・インタラクティブ）が業務用アーケードゲームとして販売しネットワークを運営する、オンライン対戦ができる麻雀ゲームである。日本プロ麻雀協会の公認を受けている。2005年12月14日より正式に全国稼動を開始した。なお、ここではMJ3のバージョンアップ版「MJ3EVOLUTION」についても記述する。
前作の『セガネットワーク対戦麻雀MJ2』（以下、MJ2）の特長であった、ネットワークを通じ全国の他店舗のプレイヤーと対局でき、日本プロ麻雀協会公認のプロ雀士（以下、プロ雀士）がコンピュータープログラムではなく生身で対局すること、3Dポリゴン表示によるリアルな再現性と、ライブモニタによる派手な実況中継の展開を引き継いでいる。また、雀荘モード等MJ2には無かった新機軸の追加等の改良もなされている。MJ2同様、バランス調整や操作性向上のために時々バージョンアップが行われる。MJ3の最新バージョンはMJ3EVOLUTIONである。

## MJ2からの主な変更点・改良点
- 文字フォントの変更。サテライト筐体では文字が小さくなったことで見にくくなった半面、さまざまな新機能が追加され、山牌表示が追加（設定により表示しないこともできる）。その他画面構成の一部変更。現在の対局モードやルール表示等のヘルプ機能の充実。
- サテライト筐体でのアイテム操作が可能になった。これまで、アイテムの購入やゲーム内アバター（プレイヤーキャラクター）のアイテム装着変更等はMJ.NETを通じてのみ行え、MJ.NETに加入していないプレイヤーは対局により入手したアイテムの使用は事実上不可能であったが、サテライト筐体での対局中にアイテムの装着変更や売買、MJ.NETのアイテム倉庫との送受信が出来るようになった。
- 手首や指先に装着させるアイテム（ハンドアイテム）が追加。
- チャット機能の強化。プレイヤーがMJ.NETを通じて独自に設定可能のカスタムチャットメッセージと通常チャットメッセージが分離された（切り替えはドロップダウンリストにて行う）他、カスタムチャットメッセージで設定できるメッセージ数が増加した。その他、上家、対家、下家別にチャット機能を有効にするか無効にするか設定可能になった。
- 雀荘モードの追加。MJルール（通常ルール）以外に雀荘ごとによって異なるルールが追加された。
- リーグ戦階級にB3階級が追加。東風戦・半荘戦プロリーグのS1・S2・S3、東風戦・半荘戦レギュラーリーグのA1・A2・B1・B2・B3・C1・C2・C3、および雀荘リーグのS1・S2・S3・A1・A2・B1・B2・B3・C1・C2・C3のリーグ構成となった。
- 公式試合の経験値増減での点棒ポイントの追加。対戦終了時、1位および4位において得点状況による経験値ボーナスまたはマイナスが追加された。これにより「1位30000点以上で昇格」「4位0点未満で降格」等昇降格条件が細かく表示されるようになった。
- 公式試合における評価ポイントシステムの改良。自分が和了した場合でも獲得できるようになった他、対戦終了時、プレイヤーの階級よりも上位階級のものを4位にした場合、階級差に応じて評価ポイントが加算されるようになった（通常六段まで）。逆に下手な打ち回し（ドラ牌を相手に鳴かれ和了された場合等、危険な捨牌）には評価ポイントが減るように（ポイントが0の場合はマイナスに）なった。その他、経験値増加に必要な評価ポイント数が変更されている（七段以上はMJ2Ver.Cから15ポイントのまま変更されていない）。
- ライブモニタの表示内容の改善と追加。MJ3からのお知らせが画面上部に表示されるようになった（MJ2では画面下部）。サテライト筐体の席情報が常時表示になり、MJ2の4席分表示・4席分一括切り替えから、4席分表示・1席ずつスクロールに変更されている。空席時は最近64試合分の平均順位移行状況がグラフ表示されるようになった。その他、MJ3の特長を宣伝する「MJCM」、プロ・認定雀士の来店や役満発生履歴を表示する「店内の出来事」が表示されるようになった。
- 『セガ四人打ち麻雀MJ』にあり、MJ2で一旦無くなったライセンスシステムの復活（ただしシステムは若干異なっている）。

### Ver.Bでの変更点・追加点
2006年夏にVer.Bにバージョンアップされた。以前のVer.A(+)より以下のような変更が行われている。
- 雀荘モードに「闘技場」が新規開設。他の雀荘と異なり数日毎に採用ルールが変わる。
- 雀荘モードに経験値の代わりとして「雀荘レベル」が追加。ルール毎の収支により各ルールの雀荘レベルが昇降。
- 新イベント「全国選抜」の追加。2段階の予選と決勝戦を各1日ずつ行う。成績の一部を持ち越すことができる。
- MJ.NETコーディネート、チャレンジギブアップ、BGMOFF機能、画面表示・操作系の改善等。

### EVOLUTIONでの変更点・追加点
2007年3月22日（木）より、EVOLUTIONの全国稼動が開始となった。以前のVer.Bより以下のような変更が行われている。
- ライブモニタのみであった実況解説が、「サテライト実況」として個々の筐体にも搭載された。

跳満以上聴牌時、配牌一向聴時、一発和了時、役満聴牌または和了時には、実況担当がさらに熱くなる。

（例）跳満聴牌だ!、配牌で一向聴、これは大チャンス!!、イッパーツ!!、役満を見せてくれ!（役満聴牌時）

さぁ、あと2牌!（国士無双一向聴）
- 店舗内イベントの開催（「ミッション競争」、「経験値2倍変動タイム」など）。
- 公式リーグ戦において、成績判定時に結果によって「通常段位経験値」を受け取る事が可能となった。
- 雀荘モードに、「三人打ちルール」、「謎の旅客船」（イベント）、「S闘技場王座決定戦」が追加された。
- 七段〜十段の経験値点棒変動量修正（オーラスの4位確定上がりの多さが批判されたため）

## 筐体
数台の対局プレイ用筐体（サテライト筐体）と1台のライブモニタ筐体にわかれる。MJ2と同様にChihiro基板を用いている。

### サテライト筐体
サテライト筐体とは、プレイヤーが対局時に操作する端末である。硬貨投入口とMJ3メンバーズカード挿入口、タッチパネルモニター、捨牌選択と鳴き・アガリ・キャンセル・リーチ・スタートの各ボタンからなる。
タッチパネルを採用しているため、操作は画面を直接触れて行え、容易かつ直感的な操作が可能となっている。
以下に対局中にタッチパネルで行える主な操作の一部に付いて記す。
- 捨牌を行う際は捨てたい牌に触って選択し、それに再び触ることで捨てられる。この時強く触ることで打牌を強打できる。
- 鳴きやリーチ、アガリ等を行える時は、画面に出るボタンに触ることで行える。同様に鳴きやツモアガリ時は、強く触ることで強演出になる。
- 自分の番以外で手牌をドラッグすることで理牌できる（自動で理牌させることもできる）。捨牌選択ボタンと組み合わせる事で複数枚同時に移動することもできる。
- 画面左右のタブに触れることでさまざまな情報を閲覧したり、アイテム関連の操作や、チャットメッセージ送信等の機能を利用できる。
- 河の捨て牌や相手の手牌に触れるとマークを付けられる。
- 牌に強く触れている間、同じ牌が強調表示される。
- 自分の評価ポイントの星を、自分の手牌の中で相手のアタリ牌と思われる牌にドラッグすることで評価ポイントを賭けることができる。的中したら賭けた分が倍もしくは3倍になるが、外れたり放銃（他の牌で放銃しても同じ）したり賭けた牌を切ったりするとそのポイントを失う。
- アガリ牌指定、鳴き牌指定の操作（捨牌選択ボタンまたはアガリボタンを組み合わせて操作する）。

基本的な操作はタッチパネルとボタンのどちらでも可能であるが、アガリに限ってはこのボタンを押して（叩いて）行う人を多く見受けられる。
なお、役満を和了すると設置店舗の「店内の出来事」に記録され、サテライト筐体やライブモニタで確認できる。

### ライブモニタ
ライブモニタとは対局用とは別に用意された中継用の筐体である（内部的には店内各サテライト間や外部との通信の仲介や整合等も行っている）。備えられたモニタではサテライト筐体の空席状況と各席プレイヤーの段位等の情報、現時点のゲームモードや得点状況等と、全国イベント情報、参戦予定のプロ雀士と今月のMJ.NET認定雀士の紹介、イベントのランキング、プロリーグ情報、役満和了等の履歴である「店内の出来事」を表示する他、MJ3の特徴を紹介する「MJCM」、巧い打ちまわし・高得点の和了・高段位者同士の対局等を実況・解説付きで放映し続けている。
ライブモニタで再生・中継される対局は、下記のタイトルで放映されている（原則として、当日の対局が対象）。
- REPLAY
  - （サブタイトルなし）

設置店舗での対局のうち、下記に該当しない対局の模様を再生する。早朝や過疎店舗で発生しやすい。
  - 豪腕炸裂

設置店舗での対局のうち、12000点以上のアガリの発生した対局の模様を再生する。
  - 華麗なる一打

設置店舗での対局のうち、最も役数の多い対局の模様を再生する。
  - 本日の最高得点

設置店舗での対局のうち、その日の中で最高得点獲得となった対局の模様を再生する。同じ日に同じ得点が出た場合は最新のものが再生される。役満（数え役満を除く）と三人打ちルールは対象外。
  - 理想への追求

設置店舗での対局のうち、聴牌崩しにより高め和了になった対局の模様を再生する。
  - 炎の大逆転

設置店舗での対局のうち、オーラスで2位以下のプレイヤーがトップとなった対局の模様を再生する。
  - 受けの妙技

設置店舗での対局のうち、他家の当たり牌を4枚以上押さえて聴牌し和了した対局の模様を再生する。
  - 割れ目炸裂

設置店舗での割れ目ルールによる対局のうち、最高得点となった対局の模様を再生する。
  - デフレの妙技

設置店舗でのデフレルールによる対局のうち、最も役数の多い対局の模様を再生する。
  - 三麻炸裂

設置店舗での三人打ちルールによる対局のうち、三人打ち（三麻）ならではの早い・高い決まり手の模様を再生する。
  - 奇跡の牌譜

設置店舗での対局のうち、役満（数え役満は除く）および人和を和了した対局の模様を再生する。当日以外の対局が再生されることもある。
  - プロの一打

プロ雀士が和了した対局の模様を再生する。設置店舗以外での対局の模様が配信されることがある。
  - 最強伝説 MJ.NET認定雀士

MJ.NET認定雀士が和了した対局の模様を再生する。設置店舗以外での対局の模様が配信されることがある。
  - 全国イベントREPLAY

全国イベント開催期間中に、大会ランキング暫定上位者などの「注目プレーヤー」を中心としたイベントルームでの対局の模様を再生する。設置店舗以外での対局の模様が配信されることがある。

- LIVE中継
  - 常勝不敗

サテライト筐体で連勝が続くプレイヤーの対局の模様を実況中継する。

  - 玄人の一手

サテライト筐体での高段位プレイヤーの対局の模様を実況中継する。

  - 至高への挑戦

サテライト筐体での高段位プレイヤーの昇格戦対局の模様を実況中継する。
  - 高レート対決

サテライト筐体での雀荘モードで、高レート設定の雀荘の対局の模様を実況中継する。

  - 役満神降臨!?

サテライト筐体で役満聴牌が発生した場合、最優先（他の実況中継を行っていてもすべて中断する）で実況中継する。

  - プロ雀士登場

サテライト筐体でプロ雀士とマッチングされた場合に対局の模様を実況中継する。
  - MJ.NET認定雀士登場

サテライト筐体でMJ.NET認定雀士との対局がマッチングされた場合に対局の模様を実況中継する。
  - 大会決勝戦

サテライト筐体で全国イベントの全国大会決勝対局が行われている場合に対局の模様を実況中継する。

なおLIVE中継は、サテライト筐体プレイヤーの手牌を中心として、若干遅れをもって中継が展開されている。また、条件に合致していても、店内対戦、およびチーム内戦（チーム大会、チーム雀荘）のうち同店舗内マッチングが行われている対局は実況されない（サテライト実況もない）。

### 演出
MJ3の魅力の1つとして、派手な演出の数々がある。主な演出をここに記す。なお、店内対戦時、またはチーム内戦（チーム大会、チーム雀荘含む）で同店舗内のプレイヤーとマッチングされているときは効果音は発生しない。
- ドラ（赤牌含む）が配牌にあった時、ドラをツモったとき、裏ドラやカンドラが乗った時にその牌が効果音と共に一瞬光る。
- 満貫以上の上がり（ラス確定となる上がりを除く）や、トップ確定となる上がりの上がり牌をツモった時に、画面が暗くなり、白い手が出て当たり牌を持って来る（まれに発生しないこともある。演出がないとハズレ確定という状況を回避するため）。
- 役満テンパイ（または、国士無双イーシャンテン）となる牌や、役牌のドラの3枚目をツモった時にも上記のような演出がある。ただし、上記の演出とは少し違う。
- ver.Bからは、役満（数え役満を除く）をツモると画面が真っ暗になり、指先が光りながらゆっくりと当たり牌を持って来るようになった。
- 当たり牌が他家から出た時、その牌にスポットライトが当たる。このとき、ラス確定となる場合は警告メッセージが表示される。
- 満貫以上を上がった時、牌を倒すモーションが入る（満貫未満の手に裏ドラを加算した結果の満貫や、流し満貫及び、ラス確定となる上がりを除く）。倍満以上を上がった時は、熱風のような物がプラスされる（数え役満を含み、倍満未満の手に裏ドラを加算した結果の倍満を除く。ラス確定となる場合は満貫モーションに降格する。）。更に役満を上がった時には、専用の演出がある（数え役満を除く）。

## 対局の流れ
対局を行う場合の大まかな流れは次のようになる。
1. サテライト筐体にMJ3メンバーズカードを差し込む
カードを使用しない場合は画面に触れるかスタートボタンを押す。
未使用カードの場合カード登録を行う。最初から始める場合はここでゲーム内で使用するアバターとニックネームを決める。アバターは後の対局中に任意で変更可能である。
2. カード使用の有無を選択し、対局モードを選択する（なお、明示的にCPUとのみ対局できる一人用モードは存在しないが、非公開の一人チームを結成すれば、チーム内戦でCPU相手の対局を行える）
  - 公式モード（段位変動あり）
    - 段位別戦（東風戦のみ）
    - リーグ戦（初段以上）

  - 雀荘モード（参加資格がある時のみ）
  - イベント（開催中のみ）
  - チーム内戦（チーム加盟中、東風戦のみ。チーム大会開催中は大会参加の提携チームメンバーとのマッチングも行われる）
  - 店内対戦（東風戦のみ）
3. タイムオーバー（持ち時間終了）制の有無を選択する
  - タイムオーバーあり
    - 点数の授受により持ち時間も増減する（但し、持ち時間が0の場合は上がりでは回復しない）
    - 持ち時間が無くなった状態で1局が終わるとゲーム終了（オーラスで連チャンになる場合のみ続行できる）

  - タイムオーバーなし
    - 通常、選択するには追加クレジットが必要
    - 1局開始ごとに持ち時間が初期値に戻る

いずれも捨牌早切りで持ち時間が若干回復する。またクレジットの追加により持ち時間を追加することが可能である。
タイムオーバー制の有無にかかわらず、自分の手番（捨牌、鳴き、アガリ）ではタイムゲージが有効になり、ゲージと持ち時間が減っていく（ただし最初の数秒間の部分と後述のソロプレイ時はゲージが緑色で表示されており、この部分では持ち時間が減らない）。ゲージ若しくは持ち時間が無くなった時点で選択牌が自動的に切られる（鳴き、アガリはキャンセルとなる）。ゲージは自分の手番ごとに初期値へ戻る。但し、持ち時間がゲージの長さに足りない場合は、持ち時間分しかゲージの赤の部分が無い状態になる（全体のゲージも持ち時間に応じて短くなる。持ち時間0になった場合は緑の部分だけになり、ほとんど思考時間を使えない）。
4. 自動的に対局相手とマッチングされ、麻雀の対局を行う
相手がいない場合、現れるまでCPU戦（ソロプレイ）を行う。
相手がいたが一定時間経過しても対局者が4人に満たない場合、CPUがメンバーに加わり通常対局になる。
通常は同店舗内の相手とはマッチングされない。ただし、チーム内戦（チーム大会含む）及びチーム雀荘に限り同店舗内の相手とマッチングされる。
5. 対局終了後、順位によって継続して対局ができる（設定によっては、下位終了時に継続が出来ずカード強制排出となる場合もある。また、参加モードの受付時間終了の場合は強制的に段位別東風戦に変更され、段位別東風戦受付時間終了後は強制排出となる）。
6. MJ3メンバーズカードを使用しなかった場合、ゲストIDの発行を受けられる
これは対局記録等をMJ3メンバーズカードではなく、ネットワーク上のサーバに保存する。したがってこの機能を利用するには、ゲストID発行時・使用時共にネットワーク接続状態でなければならない。また、使用期限や段位認定が1級まで等の制限があり、使用回数も少ないため対局の試用用途である。なお、このゲストIDの対局記録等は、後にMJ3メンバーズカードにそのまま引き継ぐことができる。

### MJ3メンバーズカード
MJ3メンバーズカード（以下MJ3カード）とは、プレイヤーの対局記録等の個人情報を保存するための専用のカードである。MJ3カードにより、プレイヤーは段位認定を受けたり、MJ3カードに記載のアクセスコードによりMJ.NETのサービスを利用できる。MJ3はMJ3カード無しでもプレイ可能であるが、未使用では段位の昇格等に制限があるうえに、対局記録を引き継いだ継続プレイ時にはゲストIDやパスワードの入力が必要になるため、通常はMJ3カードをあらかじめ準備してプレイすることが多い。また、ゲストによるプレイは他のプレイヤーに嫌われることも多い。
MJ3カードは設置店舗で自動販売機または店員との対面で購入できる。MJ3カードは非接触型ICカードになっており、使用期限は無い（但し、2世代またがっての引継ぎは出来ないため、MJ4でMJ3からの引き継ぎができなくなったときが、事実上の使用期限である）が250回の使用回数制限がある。また、MJ3のカードはカード使用に際し、暗証番号を設定することも可能になった。後述のカード再発行のことを考えると暗証番号は設定したほうが良い（MJやMJ2ではカードの使用に際し暗証番号の登録機能が無かったため、MJ.NET未登録で店舗に6ヶ月以上放置されたカードを持ち出してプレイする不届きな輩もいた）。但し、プレイしない期間がMJ.NETで設定した有効期間を超えると暗証番号は解除されてしまう（入力無しで使えるようになる）。このため、紛失したカードは速やかに再発行の手続きを取らなければならない（申請後は紛失カードは使用不可能になる）。
残り使用回数が少なくなった場合は新たにMJ3カードを購入し、使用中と新規のカードを2枚重ねでサテライト筐体に挿入することでMJ3カード内のデータを移動できる（カード更新）。また、MJ2メンバーズカードを使用していた場合、同様に新規のMJ3カードと2枚重ねでサテライト筐体に挿入することで、MJ2のプレイデータをMJ3に継承することができる（カード引継）。
新規MJ3カードは必ず登録しなければ使用できないが、登録行為については無料で行える。またこの際、（登録・引継・更新）ボーナスGOLDが支給される。
プロ雀士とMJ.NET認定雀士には、それら専用のメンバーズカードがセガから発行されている。後者には一定条件（店舗側による設定）により、一定回数のフリープレイが可能（その際のゲーム料金はセガが負担して後日店舗に支払われる）な特典がある。MJ.NETへ登録してあるMJ3カードであれば再発行（紛失、破損した元のカードを使用せずに新規カードにデータ移動）が可能であるが、元カードが必要な更新と異なり、再発行に関してはペナルティがある（リーグ降格、プロリーグ参加権剥奪等）ため注意が必要である。もし暗証番号を設定せずにカードを無くし第三者に暗証番号を設定されてしまうと、カード再発行が難しくなるため暗証番号は設定しておくのが望ましい（※注：Ver.Bでカードデータ盗難防止のため、暗証番号が容易に変更されないよう暗証番号変更許可機能が追加され、この不安はある程度解消された。但し、勝手にそのカードでプレイされるリスクがある。カード紛失後最長でも14日を経過すると、暗証番号が無効になってしまうため、紛失したまま放置することは望ましくない。また、MJ3evolutionからはMJ.net登録解除機能が付いたため、ver.Bと比較して暗証なしカードのリスクは高い）。

#### アイテムとGOLD
数百種類あるアイテムを収集してアバターに装着し、自在にアレンジする事もMJシリーズの魅力である。
アイテムは主に
- アバター種（基本キャライラスト）
- 頭（髪型等）
- 顔
- アクセサリー（眼鏡・サングラス等）
- 服（インナー）
- 服（アウター）
- 爪
- 指（指輪等）
- 手・手首（ブレスレット等）
- その他の装飾品
- 背景
- 枠
- BGM

等がある。しかしMJ3を新規に始めた場合、全アバター種と各アバターの初期装備アイテムのみしか所持していない。アイテムはゲーム内の仮想通貨GOLD（ゴールド）を使用してMJ.NETや対局中にショップで購入したり、ゲーム中に出現する宝箱、メダルと交換、イベント入賞時にもらえるスタンプを集める等で入手することができる。
アイテムやGOLDはMJ3カードおよびMJ.NET上に所持することができ、ゲーム内で使用したりオークションに出品、売買することができる。ゲーム内で使用するにはMJ3カードに、MJ.NETで使用するにはMJ.NET上に、所持していなければならないが送受信の操作を行うことで移動が可能である。
過去のMJシリーズでもアイテムやGOLDは入手できたがMJ.NET上でしか使用できなかったため、MJ.NETを利用しないプレイヤーにはあまり意味がなかった。MJ3ではアイテムを対局中に装備できるようになった他、雀荘モードが新たに加わった事でほとんどのプレイヤーが使用できるようになった。
なおMJ3カードを使用しないゲストおよびゲストIDではアイテム等を所持する事はできない。

##### 宝箱
アイテムやGOLD、メダルはゲーム中に出現する宝箱からも入手できる。宝箱は金、銀、木の3種類があり、豪華なものほど珍しいアイテムが入っている可能性が高い。
木の宝箱にはチャレンジ（課題）が書かれた巻物が入っている事がある。次以降の対局でチャレンジを成功させる事で、金もしくは銀の宝箱よりアイテム等を得られる。
宝箱の中身は
- 宝箱の出現した対局を1位で終える
- 役満や人和、流し満貫等珍しい役を和了する
- チャレンジを成功させる

等で入手できる。

## 段位認定
プレイヤーは、公式モードのオンライン対局を行うことによってゲーム内での段位が認定される。

### 段位別戦
初段未満の級位では公式モードでは段位別戦（東風戦）のみしか選択できない。
ただし級位では店内対戦等、公式モード以外のゲームモードでも経験値の増減がある（雀荘モードおよび、経験値変動無しのイベントモードを除く）。

#### 経験値
段級位制を採用しており、通常段位（級位及び段位）は"経験値"によって判断される。
経験値は、現在の級位及び段位によって増減値は異なるが、高順位で対局を終了したり評価ポイントを貯めることにより増えてゆく。
対局を強制中断したり低順位を取ると、当然減少してしまう。
ネットワークトラブルによりサテライト筐体の動作が止まった（ハングアップした）場合も、強制的に経験値が減少してしまう。
プロリーグは全段位で一律の増減値となっており、特に高段位では他と比べ最下位での経験値減少が若干緩和されている。
十段より上の段位である強者以上の上級段位には経験値でも昇格できるものの、そのための経験値は遥かに高い。このため通常は、プロリーグでのリーグ階級維持または昇格等、一定の条件を満たす事で幻球を獲得し強者に昇格する（イベントに優勝または入賞することによるボーナス経験値は膨大であるため、これで昇格するケースもある）。なお、経験値で上級段位に昇格した場合は、その時点で経験値を90点減算される（上級段位から陥落した場合は通常は昇格時点の経験値が保持され、その経験値から再開となるが、経験値による昇格の場合に同様に保持すると陥落後即座に再昇格してしまうための措置と思われる）。

#### 幻球
強者以上の上級段位では経験値の概念は無くなり（但し、昇格直前の経験値は保持したまま）、所持している幻球の種類と数により段位認定をする。幻球は経験値と異なり単なる対局の順位では増減せず、通常は同階級幻球所持者同士の幻球を奪い合う事で増減する。この対局は「幻球争奪戦」とよばれている。
幻球争奪戦は同階級幻球所持者が同卓した場合に発生し、サシウマ勝負で行う。そのため他の同卓者の順位や点棒とは全く関係なく、順位が最下位の者から最上位の者へ幻球が移動する（たとえ2者同時に持ち点が0未満となり、3位と4位となっても3位が勝者となる）。また一定の条件が揃う事により「2倍争奪戦」や「原点攻防戦」が発生することもある。これらは通常より移動する幻球が多くなる。「原点攻防戦」は全員が同階級の幻球を所持する場合にのみ発生する場合がある。「原点攻防戦」では対局終了時に原点を超える点数を持っていれば「浮き」、原点以下ならば「沈み」となり、沈みの者から浮きの者へと幻球が移動する。人数に応じて幻球の移動の仕方が変化するが、移動する幻球は合計3個である（原点ちょうどで終了した場合は沈みとなる。但し全員が原点ちょうどで終了した場合は起家の一人浮きとして扱われる）。
この他、ライセンスやプロリーグのリーグ階級昇降格でも増減する。
所持幻球数が一定に達すると上の階級へ昇格するが、幻球を全て失うと下の階級へ降格する。最下階級の幻球を全て失った場合、強者から経験値に応じた段位に降格となる（MFCと異なり、上級段位から級位への降格はまず発生しない）。

##### ライセンス
ライセンスとは上級段位者の幻球の増減を行うシステムで、1週間のライセンス対象公式戦全試合での成績、評価ポイントに、対局階級によるハンディキャップを加味して算出したライセンスポイントの優劣により幻球が増減する。同階級内で成績上位のプレイヤーには幻球が支給されるが、成績下位のプレイヤーは幻球を剥奪される。1週間に渡ってより多くのプレイヤーで行う幻球争奪戦の特殊な形とも言える。
MJ2では幻球争奪戦の発生しなかった段位別戦は上級段位者にとってあまり意味をなさなかった（連勝、連敗や途中抜けでしか幻球が増減しなかった）が、ライセンスシステムにより上級段位者にも意味をもつようになった。

#### 評価ポイント
評価ポイントとは、評価対象となりうる打ちまわしをポイントとし、経験値等に換算するシステムである。勝負をオリる行為に対する救済措置とも言える。
評価対象とは例えば、他家のアタリ牌を手に留めておく、他家の和了手変更によりアタリ牌ではなくなった不要牌を捨てること等で、局終了時にポイントを獲得できる（ただし振り込んでしまった場合は得ることが出来ない）。また、自分の槓により槓ドラ（槓ウラを含む）を乗せて和了したときもポイントを獲得できる。
しかし自分の槓により槓ドラ（槓ウラを含む）を相手に乗せて和了されたり、役満が確定する捨て牌を鳴かれて和了される、または最下位確定となる上がりをする等、相手を有利にする行為や捨牌に対しては逆に評価ポイントがマイナスされる（この場合でも1位で対局を終了すればマイナス分は返還される）。
他にも対局で1位になり、かつ、プロ雀士や自分より段位の高い相手を4位にした場合等でも得る事ができる（最高5ポイント。但し、5ポイントを得られるのは級位で上級段位を4位にした1位獲得時なので、イベント以外ではまずない）。
また評価ポイントは対局中に他家のアタリ牌と思われる自分の手牌に賭けることができる。局開始から局終了までの任意のタイミングで賭けることができ、自分が振り込まずに局が終了した際、賭けた牌が他家のアタリ牌だった場合、賭けたタイミングにより2ポイント若しくは3ポイントの評価ポイントが得られる。
級位及び段位は一定数の評価ポイントを貯めることにより経験値が1増加するが、マイナス評価ポイントが一定数を超えた場合は逆に経験値が減少してしまう（級位ではマイナス評価は行われない）。
経験値の概念が無い上級段位ではライセンスポイントとして計上される。

### リーグ戦
リーグ戦は東風戦・半荘戦別にそれぞれ、A1-C3のレギュラーリーグと、S1-S3のプロリーグに分かれている。プレイヤーは各リーグ階級に所属し、同じクラスの他のプレイヤーと対戦して上位リーグ階級を目指す。なお、レギュラーリーグへは初段以上であれば参加可能だが、プロリーグへの参加には後述する参加権が必要である（参加権を持っていても級位では参加できない）。ただし、認定雀士は参加資格を満たしていなくてもプロリーグに参加可能である（MJ2時代には実際に認定期間中に級位に落ちた認定雀士もいた）。
原則、一定期間ごとの基準日（レギュラーリーグは毎週日曜日、プロリーグは7日、14日、21日、28日）で一旦締め切り、一定数以上の対戦を消化した同クラスのプレイヤーの成績を集計した結果により入れ替え、基準日翌日以降に階級を移動する。リーグ階級内で成績上位のプレーヤーは階級を1つ昇格し、下位のプレーヤーは1つ降格する。
また一定試合数消化後、特別昇格ボーダーを越える成績を出した場合、入れ替え基準日を待たずに昇格することができる。（Aクラス以上では特別昇格はない）逆に、連敗が続き降格ボーダー内に残れそうに無い場合は、成績をリセットすることが出来る（但し、記録自体は残るため、リセット後に規定対局数を消化して降格ボーダーを越えることが出来なければ降格は免れない）。成績のリセットもAクラス以上では行えない。
上位階級を目指すにはある程度の戦数をこなし、かつ、それなりに良い成績を修める必要がある。
プロリーグに参加するには、レギュラーリーグAクラス（A1・A2階級）でプロリーグ参加権ボーダーを越える成績を修め、対応する参加権を獲得する必要がある。またプロリーグ1ヶ月ぶん（4週間）の成績による、月間ランキングで上位となる事でもプロリーグ参加権を獲得できる。東風戦プロリーグは偶数月の1日-28日、半荘戦プロリーグは奇数月の1日-28日にそれぞれ開催されている。
プロリーグ参加権は東風戦・半荘戦別に、一開催月のみ有効である。従って、プロリーグS3階級から陥落し（または級位に転落し）、参加権を失った場合とプロリーグ参加権を消費した場合は、改めてプロリーグ参加権を獲得する必要がある（級位に転落した場合は、開催期間中であれば段位昇格で復帰可能）。
なお、プロリーグはメジャーバージョンアップ前後には開催されず、メジャーバージョンアップ直前になると、レギュラーリーグでのプロリーグ参加権授与が行われなくなる。
前記の段位が短期での成績で上下するのに対し、リーグ階級はある程度まとまった成績で上下するのが大きな違いである。
なおリーグ戦でも段位変動する。また、麻雀格闘倶楽部と異なり、リーグ戦参加中に級位に転落した場合、即座にリーグ戦から追い出され、強制的に段位別戦に移動させられる。
使用される牌の背の色は、C（リーグ）が青、Bが緑、Aが赤、プロリーグが紫色となっている。

## 雀荘モード
雀荘モードとは、ゲーム内の雀荘街に点在する雀荘を舞台に、アイテム購入等にも使われるGOLDを賭け、より多くのGOLDを稼ぐ事を目的とするゲームモードである。MJ3で新たに追加された新機軸のゲームモードである。
各雀荘はランク分けがされており、採用ルール、参加料や成績により収受するGOLDのレートも異なる。各店で入店可能な曜日や時間帯（営業日や営業時間）も決まっている他、プレイヤーの所持GOLDが基準未満だと入店できない。
雀荘モードでの対局では異なるルールが採用される事があるために段位変動はしないが、レギュラーリーグやプロリーグと同じく、それらとは独立した雀荘リーグが存在する。
雀荘リーグも他リーグと同様に、基準日（毎週日曜日）間で一定数以上の対戦を消化したプレイヤーの成績を集計し、その中での成績で階級を移動する（ただし、レギュラー/プロリーグとは異なり、S3とA1の間で昇降格がある）。しかし他リーグでは点数を成績として採用しているが、雀荘リーグでは集計対象雀荘での（参加費等は含まない純粋な）GOLDの収支を成績として採用する。このため、各雀荘のルールや（チップを含めた）レートを考慮した戦略がプレイヤーには求められることになる。なお、不定期に雀荘内ルールが改定されることがある。その場合、事前にMJ.NETから告知される（チーム雀荘については、チームリーダーが設定変更可能）。例えば、MJ3稼働初期では半荘雀荘がいくつか存在していたが、EVO稼働時にSランクの「紅孔雀」を除き全て三人打ちに入れ替えられた。紅孔雀も2007年10月より東風戦のチップルールになったため、半荘雀荘は消滅した。
雀荘リーグでは、レギュラー・プロリーグと異なりベストスコア制は採用しておらず、対象雀荘での収支が昇降格に直結する。したがって、昇格ボーダーをクリアした後も打ち続けていると昇格ボーダーを割ってしまうこともある。雀荘リーグでも特別昇格は存在する（Aクラス以上では存在しない）。また、降格ボーダーまで成績を回復できる見込みがない場合は、ギブアップを行うことが出来る。ギブアップすると即座にリーグ降格し、成績がリセットされる。なお、特別昇格やギブアップの結果リーグクラスが変動すると、そのままでいると集計対象外となってしまうため、一度カード排出を行い雀荘を移動しなければならない。雀荘リーグ維持または昇格するとボーナスとしてGOLDを獲得できる。
雀荘モード独自のフューチャーとして、役満を和了するとジャックポットまたはミニジャックポットとして大量のGOLDを獲得することができる。ジャックポットは門前で役満（13面待ちでない国士無双と四暗刻（単騎待ちも含む）は対象外）を和了すると獲得でき、参加費の10000倍（東風戦）又は5000倍（三人打ち）のGOLDが獲得できる。ミニジャックポットはジャックポットに該当しない役満の和了もしくは数え役満の和了により獲得でき、参加費の200倍（東風戦）又は100倍（三人打ち）のGOLDが獲得できる。ジャックポットが発生すると、全国のライブモニタへ速報が配信される。また、ジャックポットによる収入は雀荘リーグの成績には含まれない。
雀荘モードへの参加には段位制限は無い。また初回はGOLDを500G以上所持している必要があるが、2回目以降は入店できる雀荘があれば参加可能である。現状では入場に必要な所持GOLDがもっとも低い（300G）「まーじゃん学院」と「麻雀大学」が毎日営業しているため、300G持っていれば雀荘モードに参加できる。
各雀荘には、メンバーとしてプロが各一人配属されていて、運が良ければプロと対戦することができる。また、MJ.NET上で対決するプロを選ぶ事により雀荘メンバー対決に参加する事が出来る。これは、その雀荘に配属されているプロがその雀荘で一月に稼いだGOLDの収支と、プレイヤーのその雀荘での収支（MJ.NETで対決するプロを選んでから月末までの収支）を競うものである。プレイヤーの収支がプロを上回れば、プレイヤーの勝利となり入場に必要なGOLDの1倍-3倍程度が報酬として獲得できる。ただしプレイヤーは10戦をこなす必要がある。プレイヤーが負けてもペナルティは無い。なおルールが週毎に変化する「闘技場」にはメンバーは配置されていない。（雀荘メンバー対決は終了した。現在は開催されていない）
Ver.Bより雀荘LVという、各ルールにおける習熟度を示す指標が追加された。「チップ」「割れ目」「デフレ」「喰いタンなし」（EVOでは「三人打ち」も追加」）の各ルール毎に、雀荘経験値が溜まる。雀荘経験値は収支により増減し、経験値が一定まで溜まるとそのルールの雀荘LVが上がる。また、一定まで減るとLVが下がる。LVが変動した時は雀荘経験値は0に戻る（飛び級や飛び降格は発生しない）。MJルールの雀荘では雀荘LVは表示されず、代わりに段位が表示されるが段位はこれまで通り変動しない（現在、MJルールの雀荘はチーム雀荘のみである）。一部雀荘では該当ルールの雀荘LVが一定に達していないと入場できないといった制限が追加された（現在の所S闘技場のみ）。
雀荘モードは従来の公式モードとは別の位置付けになっており、公式モードにおける経験値の変動、評価ポイントの発生、幻球争奪戦の発生、ライセンスの成績の変動、レギュラー・プロリーグの成績などに雀荘モードでの戦績が影響する事は無い。

## 全国イベント
定期的に全国イベントが実施され、全国のプレイヤーが腕を競い合う。イベントが採用するルールにより、経験値変動の有無が異なる。
- 全国大会
地区予選→全国決勝の2段階で行われる。MJ3より成績の計算方法が変わり、任意の連続した規定試合分の合計で最も良かったものが採用されるようになった。

## 店舗内イベント
EVOより追加された、各店舗単位で不定期に発生するイベント。およそ30分〜1時間程度開催される（ミッション競争は定員に達し次第終了する）。どのイベントが発生するかは店内の参加人数・時間によってランダムである。全国イベント開催日は店舗内イベントは開催されない。また、回数をカウントするものはコンティニューすると引き継がれるが、ミッションを達成して宝箱を獲得するとその数値はリセットされる（再度達成すれば達成回数分宝箱を獲得できる）。三人打ちルールでも同条件で行われるため、三人打ちプレイヤーの方が有利である。

### 店舗内イベントの内容
- ミッション競争
与えられた課題を店舗内で競うイベント。全員強制参加となる。ミッションを達成すると順位により金宝箱〜木宝箱が貰える。箱のグレードや貰える人数は店舗のサテライト数や参加者数・ミッションの内容により異なる。イベントの時間が経過するか、定員に達した時点で終了となる。
例：「3回アガれ」「跳満以上をアガれ」「アガリでドラを5枚以上稼げ」「配牌で表ドラを4枚引け」・・・など
- 経験値2倍タイム
経験値の変動が2倍になるイベント。試合毎に参加するか否かはプレーヤーが選択できる。待ち受け画面から対局開始の間に画面右下に参加のアイコンが出現し、参加する場合はそのアイコンをタッチ、参加しない場合はそのまま放置すればよい。参加すると、参加した試合の経験値の変動が2倍になる。経験値2倍タイムに参加できるモードは、公式モードの東風戦と雀荘モードの雀荘LV経験値が変動する試合で、公式モードの半荘戦（半荘戦リーグなど）は参加できない。また、上級段位の幻球やライセンスの変動は2倍にならない。
- イーピン祭
イベント期間中に1筒を引いた数に応じて銅メダルが貰えるイベント。全員強制参加となる。ルールは単純で、とにかく配牌やツモで1筒を引くだけ。鳴きやロンあがりはカウントされない。イベント開催中に4枚以上引くと銅メダルが貰えるようになり、引いた枚数に応じて貰える銅メダルの枚数が増えていく。銅メダルには対局終了時に一旦換算されるが、1回のイベント終了まではコンティニューすればその値は引き継がれ、以降差枚数が対局終了ごとにもらえる。時間は他のイベントに比べると比較的短い。

## 対局ルール

### MJルール
以下はMJルールと呼ばれる通常ルールである。
- （東風戦）20,000点持ちの25,000点返し。
- （半荘戦）25,000点持ちの30,000点返し。
- 順位ウマ ワンツー(10-20)。
- 食いタン、後付け、ピンフツモあり。
- 喰い替えなし。
- ドラ、裏ドラ、槓ドラ、槓ウラあり。槓ドラは常時即乗り。
- 赤ドラあり。（五萬、五筒、五索に各1枚）
- 30符4翻の場合は切り上げ満貫とする。（60符3翻は切り上げ満貫にはならない）
- 荒牌流局は親流れ。（南場は4本場まで親の聴牌で連荘あり）
- 二翻縛りあり。（5本場より）
- 途中流局あり。（九種九牌、四風子連打、四開槓に適用。4人リーチは続行。九種九牌は連荘。その他は親流れ）
- ダブロン、トリプルロンあり。（頭ハネや流局ではないが、供託点は頭ハネ）
- 国士無双のみ暗槓からの搶槓が可能。
- 包（パオ）あり。（大三元、大四喜、四槓子、四連刻に適用）
- 数え役満あり。（13翻以上）
- 流し満貫あり。和了扱いとして積み符や供託点も得られる。成立していても、アガリボタンを押さないことで流し満貫を宣言しない（無効にする）こともできる。
- 国士13面、四暗刻単騎、大四喜、純正九蓮はダブル役満ではなくシングル役満として計算。ただし役満の純粋な複合はあり。
- 八連荘あり。
- 持ち点0点未満によるドボン（ぶっ飛び終了、ハコテン）あり。（0点ちょうどは続行）
- オーラス親のアガリやめあり。（アガった際、トップでなければ連荘、トップなら終了）

ルールは基本的に『セガ四人打ち麻雀MJ』とほぼ同じである（MJ2より半荘戦の持ち点と南場での連荘条件、および九種九牌流局が連荘に変更されている）。

### その他のルール（4人打ち）
雀荘モードやイベントにより、MJルールと若干異なるルールが採用されることがある。
- 割れ目ルール
25,000点持ちの30,000点返し。雀荘モードでこのルールが採用される雀荘では、オープンリーチあり（ツモアガリ、ロンアガリ共に二翻扱い、ダブルリーチと複合は三翻扱い）となる。トビ賞（他者を飛ばすこと）による罰符10,000点の移動もある。
- デフレルール
一発、裏ドラ、槓ドラ、赤ドラ、切り上げ満貫（四翻30符）のないルール。
- チップルール
一発、門前での赤・裏・槓ウラ、役満でチップのやり取りを行うルール。雀荘モードでこのルールが採用される雀荘では、通常のMJルールでの点数状況の他、チップの増減もGOLDの変動に加味される（チップレートは雀荘ごとに異なり、チップを点棒に換算した場合の重みもまちまちである）。またトビ賞によるチップ移動もある。途中抜けに対するペナルティがチップ-10枚と、非常に厳しい。
- 食いタンなしルール
断么九が門前限定（後付けあり）、二翻縛りなしとなるルール。トビ賞（他者を飛ばすこと）による罰符10,000点の移動もある。

### 三人打ちルール
- 25000点持ちの30000点返し
- 東一局〜南三局までの東南戦で行われる。
- 東家、南家、西家でゲームを行い、北家はいない。
- 荒牌流局は親流れ。
- 二翻縛りあり。（5本場より）
- ダブロンあり。（供託点は頭ハネ）
- 萬子の二〜八が無い。
- チーはできない。
- 北は常にドラとして扱われる（ゲーム中では北はすべて赤牌として表示される）。
- ドラ表示牌が一萬の場合、ドラは九萬となる。
- ウマは、1人浮き：1位+30/2位-10/3位-20、2人浮き：1位+20/2位±0/3位-20 となる。
- 積み棒は1本1000点として扱う。
- 子のツモアガリ時、点数は親が2/3、子が1/3を支払う。
例：子の満貫ツモ時→子2700点・親5400点をそれぞれ支払う
- 親のツモアガリ時は折半となる。（ツモり損無し）

## 採用役
☆…門前役、※…食い下がり役、◆…割れ目ルール雀荘でのみ採用の役 ○…上がり特典として宝箱（銀）が与えられる

### 一翻
門前清模和☆
立直☆
一発☆
役牌
平和☆
断么九（☆） - 食いタンなしルールでは門前のみ。
一盃口☆
海底撈月
河底撈魚
嶺上開花
槍槓

### 二翻
ダブル立直☆
オープン立直◆ - 常に二翻。開示は待ち牌部分のみ（正式稼動版から）。
七対子☆ - 二翻25符相当。
全帯※
三色同順※ - 三人打ちルールでは不可能。
一気通貫※
対々和
三色同刻
三暗刻
三槓子○
混老頭○
小三元
三連刻

### 三翻
オープンダブル立直◆ - 常に三翻。
二盃口☆○
混一色※
純全帯※

### 満貫
流し満貫 ○- 和了扱い。

### 六翻
清一色※○-宝箱は門前のみ

### 倍満
人和☆○ - 他の役と複合しない。但し、元の上がり点が倍満を超える場合は人和は無効となり高い方の上がりが優先される。

### 役満
役満及び数え役満のアガリにはすべて宝箱（金）が与えられる。この場合、宝箱（銀）を重複して得ることは出来ない。
天和☆
地和☆
緑一色 - 發はなくてもよい。
四暗刻☆ - 単騎待ちも役満。
九蓮宝燈☆ - 筒子、索子可。9面待ちも役満。
国士無双☆ - 13面待ちもフリテン適用。13面待ちも役満。但しジャックポット獲得時は区別されるため、雀荘モードではフリテン13面待ちを狙う者も居る。
大三元
字一色
清老頭
四喜和 - 小四喜、大四喜ともに役満。
四槓子
四連刻
大車輪☆ - 2-8の筒子のみ。
八連荘

## MJ.NET
MJ.NET（エムジェイ ネット）とは、セガネットワーク対戦麻雀MJ3ユーザー向けのネットワークコンテンツサービスである。
アーケードゲームと連動しており
- MJ3カードの登録（MJ2とは異なり、サブカード1枚も登録可能。但し、サブカードではショップ肩書きやカスタムチャットを使用できないため、切り替える必要がある）、再発行の申請
- リーグ戦や全国イベント等の個人成績の閲覧
- 最近の対戦履歴の確認、対戦相手の戦績閲覧
- MJ3稼働店舗の状況と店舗内ランキングの閲覧
- 局終了後に転送指示をした牌譜の閲覧（auでは転送、閲覧共に行えない）。
- MJ3カードとMJ.NET上のアイテム倉庫間での、アイテムとGOLDの送受信
- アイテムの売買、オークションへの出品・入札
- 他のプレイヤーとチームを結成、チーム大会の開催設定
- 肩書き、カスタムチャットメッセージ設定、所属都道府県、所属店舗（マイ店舗）等の変更
- ニックネームの変更（漢字や半角文字も使用可能）、オリジナルニックネームの申請

等を行える。
サービスは、パソコン向けサイト(http://www.sega-mj.com/mj.net/)と、NTTドコモiモードおよびソフトバンクモバイルYahoo!ケータイ（VGS・3Gの一部機種を除く）、au(KDDI)EZweb（WAP2対応機種のみ）に対応した携帯電話向けサイトがあり、いずれも有料（一部無料）である。

### オリジナルニックネーム
オリジナルニックネームとは、他人とかぶらない唯一無二のニックネームであることが保証されているニックネームである。オリジナルニックネームは、一定のニックネーム所有期間や対局消化等の条件を満たした上で、MJ.NETにて不定期に実施されるオリジナルニックネーム申請期間内に申請し、セガによる審査を通過することで認定される。
オリジナルニックネームが認定されるとニックネームの変更ができなくなる反面、認定されているオリジナルニックネームと同じニックネームを他者がオリジナルニックネームとして申請・使用することができなくなる。
認定雀士や王座の獲得には必須である。なお、プロ雀士はすべてオリジナルニックネーム扱いである（但し、プロ雀士は王座を獲得することが出来ない）。

### MJ.NET認定雀士
MJ.NET認定雀士とは、オリジナルニックネームを所有するMJ.NET登録プレイヤーの中で、卓越した麻雀センスと対戦成績を持つとセガが選出し認定した雀士である。
MJ.NET認定雀士は毎月認定され、専用のメンバーズカードが贈呈される。設置店舗によっては特別優待（フリープレイ）を受けられる（その場合のプレイ料金はセガが負担する。また、フリープレイは認定モードに限られるため、レギュラーリーグや雀荘リーグへの参加は通常モード（有料）で行わなければならない）。また、大会の予選を免除される、無条件でプロリーグに参加できるなどの特典がある。但し、認定期間内に規定数（＝フリープレイ可能回数）以上対局を行うことと、期間終了後にレポートを提出することが義務付けられる。また、認定雀士のプロフィールやプレイ状況は公開される。そのため、プロフィールの公開を希望しないなどの場合、認定を辞退することもできる。
なお、認定雀士にはマナーも求められるため、認定判定時に不適切なチャットメッセージ（ウザチャなど）が登録されていると、認定に足る成績を残していても認定されないことがあるほか、不適切なプレイ（ウザチャ、タメロン、牛歩など）をして苦情があると認定を取り消されることもある（実際に取り消された例もある）。
MJ3での認定雀士選出は2007年末で終了し、2008年2月からは認定雀士が存在しない。MJ4正式稼動開始後に再開予定である。

## 書籍
- MJ3マスターガイド 〜MJ.NET認定雀士への道〜（NTT出版、ISBN 4757181728）

税込み1500円